# سیتی اکسپرس
سیتی اکسپرس (به انگلیسی: City Express) یک شرکت هواپیمایی بود که دفتر مرکزی آن از سال ۱۹۶۰ تا ۱۹۸۴ در ایالت نیویورک و از سال ۱۹۸۴ تا ۱۹۹۱ در پیتربورو، انتاریو، کانادا قرار داشت و به ۱۰ مقصد، پرواز مستقیم انجام می‌داد.